# Nakanishi Tetsuya
Tetsuya Nakanishi (sinh ngày 23 tháng 8 năm 1988) là một cầu thủ bóng đá người Nhật Bản.

## Sự nghiệp câu lạc bộ
Tetsuya Nakanishi đã từng chơi cho Grulla Morioka.